# 页河子遗址
页河子遗址，位于宁夏回族自治区固原市隆德县县城西边17公里处，是一处新石器时期的史前遗址。该遗址最早于1984年的文物普查中被发现，1986年得以发掘，其中出土了仰韶文化和齐家文化的遗存。2013年，页河子遗址被列为全国重点文物保护单位。

## 发现
页河子遗址最早于1984年时的文物普查中被发现。1986年，北京大学考古系和宁夏固原博物馆对遗址进行了发掘，首次发掘的面积达400平方米。1988年1月，页河子遗址被列为第二批宁夏回族自治区文物保护单位:17-19。2013年，页河子遗址被列为全国重点文物保护单位。2014年，宁夏回族自治区文物局向国家文物局提交页河子遗址的保护展示规划立项，最终未能通过；2015年，经过修改的页河子遗址的保护规划获国家文物局批复同意。

## 遗存
遗址范围东西长295米，南北宽255米，面积6万余平米。顶部土层于汉代被扰动，其余均为新石器时代遗存，由上至下可分为五层。遗址表面裸露大量陶器残片，以及磨制石器和少量的骨器。遗址中有圆形或方形的房址，房址底部铺有白灰，中间有灶，经检测其所处地层为齐家文化时期。房址外还有多处灰坑，灰坑中除了烧焦的炭渣和石块之外，还有动物骨架以及成人、小孩的头骨及骨骼，说明灰坑被用来安葬死者。除此之外，该遗址中还发现了包括骨器作坊、排水沟的遗迹。遗址内出土大量仰韶文化晚期和齐家文化的遗存，其中陶器包括盆、钵、罐、瓮等，部分陶器外绘有变体鸟纹、弧线、网格等彩绘图案；石器有斧、刀、凿等；骨角器则有凿、锥等。:17-19:155